# KBA-48M
KBA-48M (ukrajinsky КБА-48М) je ukrajinský pěchotní minomet ráže 82 mm, zkonstruovaný na základě sovětského typu 2B14. Je určen k boji s nepřátelskou živou silou a ničení materiálu, včetně umístěného v krytech nebo zákopech, a také k ničení opevnění.

## Popis
82mm minomet KBA-48M byl vyvinut v roce 1997 kyjevskou konstrukční kanceláří Dělostřelecké zbraně (ukrajinsky Артилерійське озброєння). Je modifikací sovětského 2B14, který byl určen k potlačování nepřátelské palby a ničení živé síly. Poprvé byla zbraň předvedena na kyjevské výstavě „Zbraně a bezpečnost — 2013“ (ukrajinsky Зброя і безпека — 2013). Hlavním odlišným rysem minometu KBA-48M je jeho snížená hmotnost díky použití slitin titanu v konstrukci. Je také schopen střílet minami ráže 81 mm standardně užívanými ve výzbroji armád NATO.

## Varianty
- KBA-48M - základní varianta
- KBA-48M1  - modifikace minometu KBA48M namontovaná na motocyklu Dnipro-16M.[2]